# Teresa Orlowski
Teresa Orlowski, född den 29 juli 1953 i Wrocław, Polen, är en polsk före detta porrskådespelare samt nuvarande producent av porrfilmer i Tyskland. Porrfilmerna gjordes under 1980-talet.

## Filmografi
- Bizarre Life of Madame X (1981)
- Go For It (1983)(Never Say No)
- Foxy Lady (1985) (aka Teresa Superstar)
- Foxy Lady 2 (1985)(aka Les Folies De Teresa)
- Foxy Lady 3 (1985)
- Teresa The Woman Who Loves Men (1985)
- Foxy Lady 4 (1986)
- Foxy Lady 5 (1986)
- Foxy Lady 6 (1986)
- Foxy Lady 7 (1986) (aka Teresa et L`etalon noir)
- The Girls of Foxy Lady No 1 (1986)
- The Girls of Foxy Lady No 2 (1986)
- Foxy Lady 8 (1987)
- Lady Domina (1987)
- The Girls of Foxy Lady No 3 (1987)
- Foxy Lady 9 (1988)
- Teresa The Woman Who Loves Men Part Two (1988)
- Foxy Lady 10 (1988)
- Foxy Lady 11 (1988)
- Foxy Lady 12 (1988)
- The Girls of Foxy Lady No 4 (1988)
- The Girls of Foxy Lady No 5 (1989)

Hon medverkade också i musikvideon "Bitte, bitte" av Die Ärzte (1989).